# Naturschutzgebiet Neue Born – Oberes Hilletal

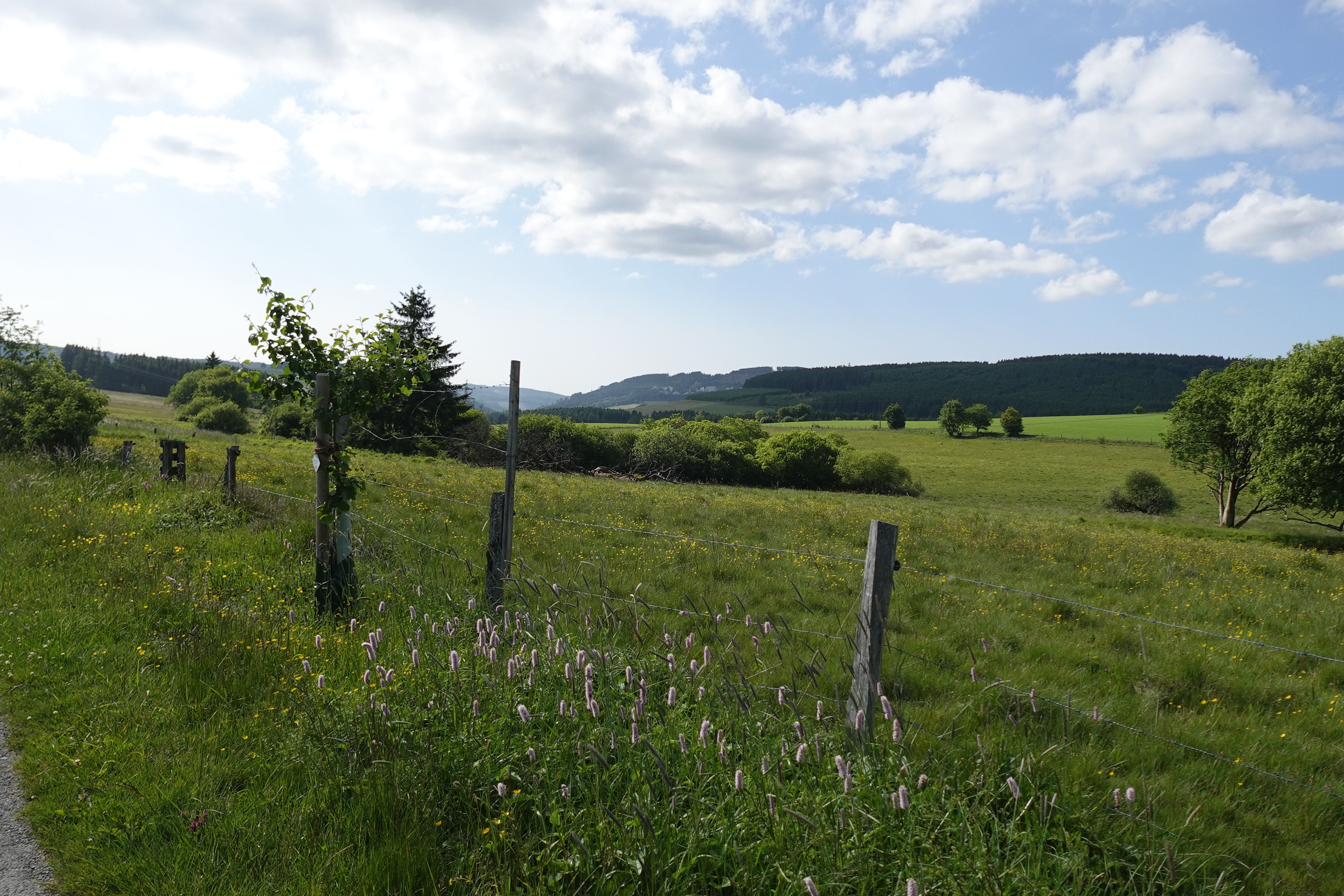
Bereich Neue Born von Osten

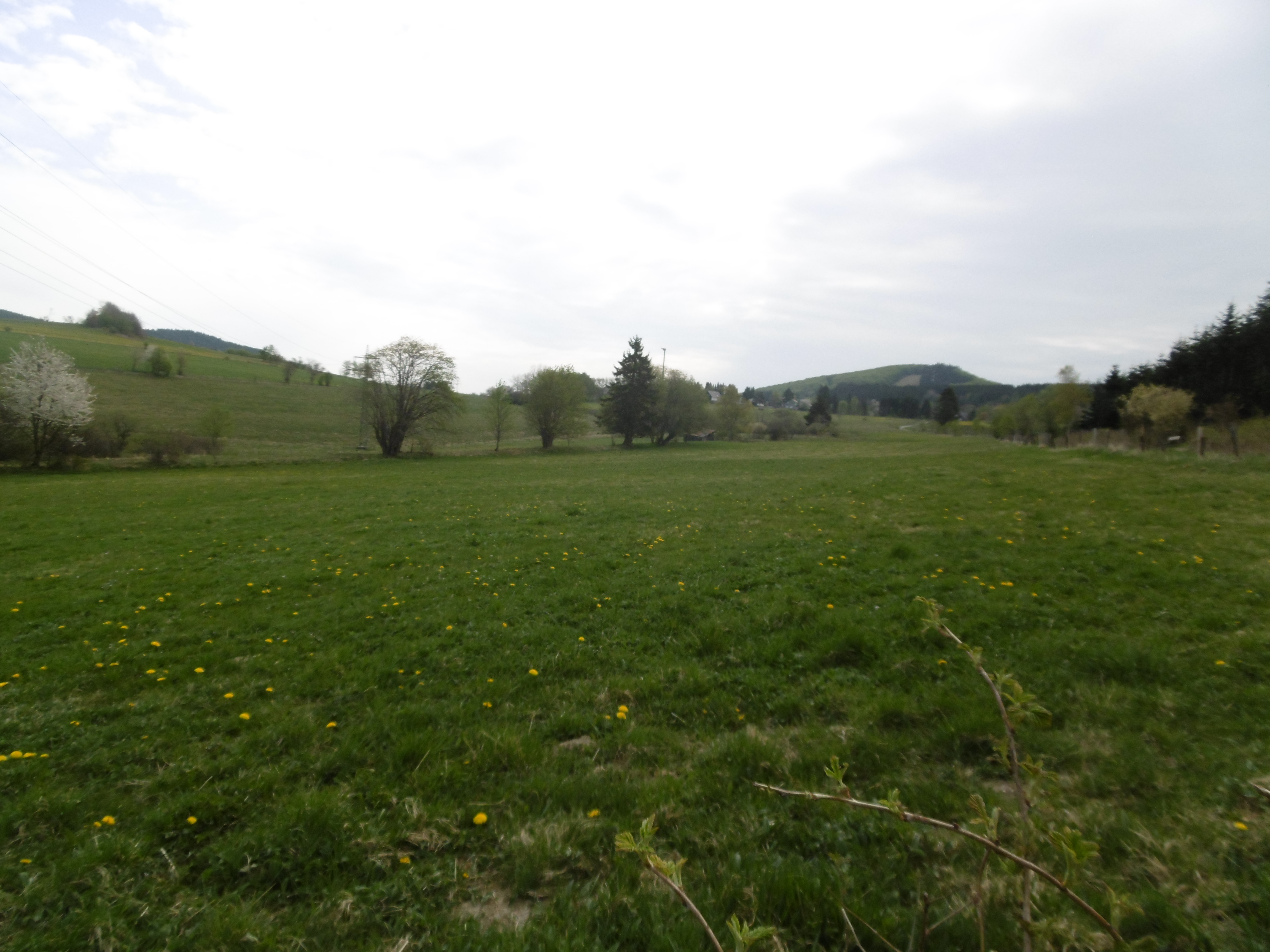
Von Westen

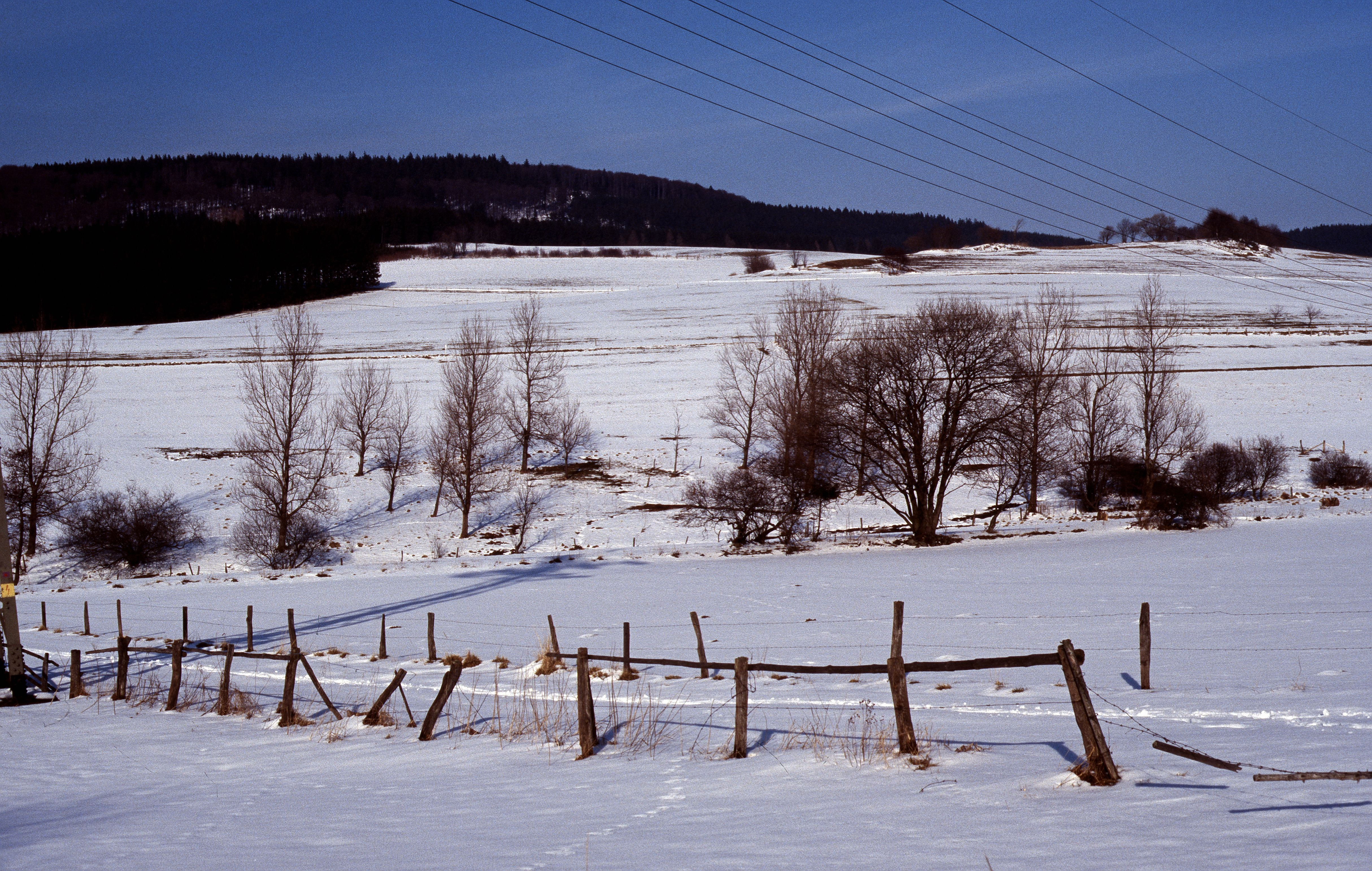
Schutzgebiet im Winter

Das Naturschutzgebiet Neue Born – Oberes Hilletal mit einer Größe von 17,61 ha liegt bei Küstelberg im Stadtgebiet von Medebach. Es wurde 1987 von der Bezirksregierung Arnsberg als Naturschutzgebiet (NSG) ausgewiesen. Die Ausweisung wurde 2003 mit dem Landschaftsplan Medebach durch den Hochsauerlandkreis erneuert. Das NSG grenzt im Norden und Osten an das Landschaftsschutzgebiet Kulturlandschaftskomplex Küstelberg und im Süden an das Landschaftsschutzgebiet Medebach. Im Osten geht es bis an die Stadtgrenze. Das NSG ist Teil des FFH-Gebietes Wiesen im Springebach- und Hillebachtal bei Niedersfeld ((DE 4717-304)). Zu diesem FFH-Gebiet gehören auch das Naturschutzgebiet Irrgeister, das Naturschutzgebiet Hillebachtal und das Naturschutzgebiet Springebachtal (Winterberg).

## Geographische Lage
Das zweiteilige NSG liegt im Naturpark Sauerland-Rothaargebirge am Nordwestrand des Medebacher Stadtteils Küstelberg und im Mittel etwa 2,5 km südöstlich des Winterberger Stadtteils Grönebach. Der größere Südostteil zieht sich nordwestlich von Küstelberg abwärts entlang eines etwa 950 m langen (namenlosen?) Kleinzuflusses vom Hillebach und liegt zwischen 661 und 626 m ü. NHN; er grenzt im Westen an das NSG Hillebachtal und an das Stadtgebiet von Winterberg. Der im Mittel etwa 600 m davon entfernte und viel kleinere Nordwestteil befindet sich schmal und langgestreckt unmittelbar südlich und abwärts entlang des Hillebachoberlaufs und liegt auf 625 bis 615 m Höhe; er grenzt nördlich und westlich an das Stadtgebiet von Winterberg und an das NSG Hillebachtal. Im FFH-Gebiet Wiesen im Springebach- und Hillebachtal bei Niedersfeld kaufte die Nordrhein-Westfalen-Stiftung Naturschutz, Heimat- und Kulturpflege ab 1990 29,77 ha Land an, welches vom Verein für Natur- und Vogelschutz im Hochsauerlandkreis betreut wird.

## Gebietsbeschreibung, Schutzzweck und Schutzmaßnahmen
Das gesamte NSG wird von Grünland eingenommen. Im NSG brüten Braunkehlchen und Wiesenpieper. Das NSG wurde zum Schutz des Grünlandes ausgewiesen. Wie bei allen Naturschutzgebieten in Deutschland wurde in der Schutzausweisung darauf hingewiesen, dass das Gebiet „wegen der Seltenheit, besonderen Eigenart und Schönheit des Gebietes“ zum Naturschutzgebiet erklärt wurde. Als Hauptschutzgrund wird die Erhaltung und Wiederherstellung der Biotoptypen und der Schutz von Flora und Fauna im Gebiet benannt, zudem dient es zur Sicherung der Kohärenz und Umsetzung des europäischen Schutzgebietssystems Natura 2000.

## Pflanzenarten im NSG
Auswahl vom Landesamt für Natur, Umwelt und Verbraucherschutz Nordrhein-Westfalen im Schutzgebiet dokumentierter Pflanzenarten: Acker-Glockenblume, Acker-Hornkraut, Acker-Witwenblume, Ährige Teufelskralle, Bach-Nelkenwurz, Berg-Platterbse, Bitteres Schaumkraut, Blutwurz, Breitblättriges Knabenkraut, Brennender Hahnenfuß, Busch-Windröschen, Echte Schlüsselblume, Echtes Johanniskraut, Echtes Labkraut, Echtes Mädesüß, Feld-Ehrenpreis, Fieberklee, Fuchssches Greiskraut,  Gamander-Ehrenpreis, Gänseblümchen, Geflecktes Johanniskraut, Geflecktes Knabenkraut, Gewöhnliche Kreuzblume, Gewöhnliche Pestwurz, Gewöhnlicher Gilbweiderich, Gewöhnliches Greiskraut, Gewöhnliches Ferkelkraut, Großer Wiesenknopf, Gundermann, Gänsefingerkraut, Hain-Gilbweiderich, Harzer Labkraut, Herbstzeitlose, Kleine Bibernelle, Kleiner Baldrian, Kohldistel, Kriechender Günsel, Kriechender Hahnenfuß, Kuckucks-Lichtnelke, Körner-Steinbrech, Magerwiesen-Margerite, Moor-Labkraut, Quellen-Hornkraut, Ruprechtskraut, Scharbockskraut, Scharfer Hahnenfuß, Schlangen-Knöterich, Schmalblättriges Weidenröschen, Schmalblättriges Wollgras, Schwarze Teufelskralle, Sumpf-Blutauge, Sumpf-Dotterblume, Sumpf-Dreizack, Sumpf-Veilchen, Sumpf-Vergissmeinnicht, Teufelsabbiss, Trollblume, Vogel-Wicke, Wald-Engelwurz, Wald-Ehrenpreis, Wald-Storchschnabel, Weiße Taubnessel, Weißes Labkraut, Wiesen-Bocksbart, Wiesen-Bärenklau, Wiesen-Flockenblume, Wiesen-Kerbel, Wiesen-Kümmel, Wiesen-Labkraut, Wiesen-Platterbse, Wiesen-Schaumkraut, Wiesen-Storchschnabel, Zaun-Wicke und Zottiges Weidenröschen.